# Timeless: The All-Time Greatest Hits
Timeless: The All-Time Greatest Hits — сборник песен группы Bee Gees, выпущенный 21 апреля 2017 года лейблом Capitol Records, и приуроченный к сорокалетию саундтрека Saturday Night Fever. Альбом представляет собой сборник величайших хитов группы, отобранных последним живым участником группы, Барри Гиббом. Он сказал об альбоме: «Хоть и есть много других песен, я чувствую, что этими Морис и Робин гордились бы».

## Содержимое
Альбом представляет собой сборник, включающий двадцать одну песню от первого хита Bee Gees «Spicks and Specks» до всемирно популярного сингла «You Win Again». Некоторые хиты не включены в сборник, в том числе «Holiday», «Run to Me», «Love So Right» и «One». Есть версии альбома на одном CD диске и на двух виниловых LP пластинках.

## Трек-лист
Все композиции, за исключением некоторых, сочинены Барри, Робином и Морисом Гибб.
| №   | Название                          | Автор(ы)               | Альбом, год                 | Длительность |
| --- | --------------------------------- | ---------------------- | --------------------------- | ------------ |
| 1.  | «Spicks and Specks»               | Barry Gibb             | Spicks and Specks, 1966     | 2:51         |
| 2.  | «New York Mining Disaster 1941»   | Barry Gibb, Robin Gibb | Bee Gees 1st, 1967          | 2:10         |
| 3.  | «To Love Somebody»                | Barry Gibb, Robin Gibb | Bee Gees 1st, 1967          | 3:00         |
| 4.  | «Massachusetts»                   |                        | Horizontal, 1967            | 2:22         |
| 5.  | «Words»                           |                        | Сингл, сторона A, 1968      | 3:17         |
| 6.  | «I've Gotta Get a Message to You» |                        | Idea, 1968                  | 3:04         |
| 7.  | «I Started a Joke»                |                        | Idea, 1968                  | 3:17         |
| 8.  | «Lonely Days»                     |                        | 2 Years On, 1970            | 3:47         |
| 9.  | «How Can You Mend a Broken Heart» | Barry Gibb, Robin Gibb | Trafalgar, 1971             | 3:38         |
| 10. | «Jive Talkin'»                    |                        | Main Course, 1975           | 3:44         |
| 11. | «Nights on Broadway»              |                        | Main Course, 1975           | 4:33         |
| 12. | «Fanny (Be Tender with My Love)»  |                        | Main Course, 1975           | 4:04         |
| 13. | «You Should Be Dancing»           |                        | Children of the World, 1976 | 4:16         |
| 14. | «How Deep Is Your Love»           |                        | Saturday Night Fever, 1977  | 4:02         |
| 15. | «Stayin' Alive»                   |                        | Saturday Night Fever, 1977  | 4:43         |
| 16. | «Night Fever»                     |                        | Saturday Night Fever, 1977  | 3:32         |
| 17. | «More Than a Woman»               |                        | Saturday Night Fever, 1977  | 3:17         |
| 18. | «Too Much Heaven»                 |                        | Spirits Having Flown, 1979  | 4:54         |
| 19. | «Tragedy»                         |                        | Spirits Having Flown, 1979  | 5:02         |
| 20. | «Love You Inside Out»             |                        | Spirits Having Flown, 1979  | 4:10         |
| 21. | «You Win Again»                   |                        | E.S.P., 1987                | 4:10         |

## Чарты
| Страна               | Сертификация | Сертифицированные единицы (продажи) |
| -------------------- | ------------ | ----------------------------------- |
| Великобритания (BPI) | Серебряный   | 60,000                              |